# Ayn Rand Institute
The Ayn Rand Institute: The Center for the Advancement of Objectivism, ou l'Ayn Rand Institute (ARI; français : Institut Ayn Rand), est un laboratoire d'idées objectiviste américain basé à Irvine, Californie. Il a été créé en 1985 par Leonard Peikoff. Il fait la promotion de l'objectivisme, la philosophie d'Ayn Rand.

## Ayn Rand Institute Europe
L'Ayn Rand Institute ont aidé à créer l'Ayn Rand Institute Europe en 2015.